# HD 126053
HD 126053 es una estrella en la constelación de Virgo de magnitud aparente +6,30.
Se encuentra a 56 años luz del sistema solar.

## Características físicas
HD 126053 es una enana amarilla de tipo espectral G1.5V con una temperatura superficial de 5693 ± 3 K.
Tiene una luminosidad un 10% inferior a la del Sol y una masa de 0,84 masas solares.
Con un radio un 2% más pequeño que el del radio solar, gira sobre sí misma con una velocidad de rotación proyectada de 1,6 km/s.
Aunque es una estrella más antigua que el Sol, no existe consenso en cuanto a su edad; un estudio apunta una edad de 5.700 millones de años —con un máximo de 10.600 millones de años—, mientras que otro establece una edad significativamente mayor de 11.700 millones de años.
En este último supuesto, HD 126053 sería una de los análogos solares más antiguos conocidos.
Como cabría esperar en una estrella tan vieja, HD 126053 no muestra signos de actividad cromosférica.

## Composición química
HD 126053 evidencia un contenido metálico considerablemente inferior al del Sol, siendo su índice de metalicidad [Fe/H] = -0,34.
Los niveles de todos los elementos evaluados son menores que los solares.
En el caso de silicio y vanadio, sus contenidos corresponden al 62% de los valores solares, mientras que los contenidos de níquel y bario no alcanzan el 40% de los determinados en el Sol ([Ba/Fe] = -0,10).
Su contenido de litio —elemento que es destruido en el interior de las estrellas a temperaturas relativamente bajas de 2,4 millones de K— es muy semejante al solar (A(Li) = 1,09).